# Моріц Оранський
Моріц Оранський (нід. Maurits van Oranje, нім. Moritz von Oranien; 13 або 14 листопада 1567, Ділленбург — 23 квітня 1625, Гаага) — принц Оранський, граф Нассауський, син Вільгельма I, поклав початок незалежності Нідерландів, штатгальтер Голландії, Зеландії, Гелдерланда, Гронінгена й Оверейсела.

Видатний організатор нової тактичної школи на початку XVII століття, попередник Густава Адольфа в розвитку польового військового мистецтва і Вобана — у розвитку військово-інженерного мистецтва. Його іменем названо острів Маврикій.
Здобув низку перемог над іспанськими військами (під Ньюпортом 1600 року, та інші). Проводив політику централізації, добився страти великого пенсіонарія Йогана Олденбарневелта.

## Біографія
Після смерті батька, убитого 1584 року, Моріца обрали намісником Голландії, Зеландії і Західної Фрисландії.
Прославився як полководець: зайняв м. Бреда у 1590 році, Неймеген — у 1591 році, Стенвік і Кеверден — в 1592 році, Гертруйденбург — в 1593 році, Гронінген — у 1594 році, Рейнберг і Мерс — в 1597 році. Брав участь у битвах при Кевердені в 1592 році, Торнгуті — в 1597 році й Ньюпорі — в 1600 році, здійснив блискучу оборону Остенде в 1601—1604 роках.
Першим розділив військо на більш дрібні й легкі частини, що не стримують маневрування одна одної.